# Leanza Cornett
Eva Leanza Cornett (Big Stone Gap, 10 giugno 1971 – Jacksonville, 28 ottobre 2020) è stata una modella, conduttrice televisiva e attrice statunitense, incoronata Miss Florida 1992 e Miss America 1993.

## Biografia
Fu la prima Miss America ad adottare la prevenzione dell'AIDS come impegno sociale da perseguire nel corso del suo anno di regno. In precedenza era stata la prima donna a interpretare il ruolo di Ariel in occasione di uno show organizzato presso il Walt Disney World Resort e nel 1991 aveva fatto parte di un gruppo musicale di musica cristiana contemporanea.
Dopo il concorso, Leanza Cornett divenne un noto volto televisivo conducendo programmi come Entertainment Tonight (1994–1995), New Attitudes (1998) e Who Wants to Marry a Multi-Millionaire? (2000), senza contare le apparizioni e le ospitate in trasmissioni e serial come Melrose Place, The Tick e Fear Factor. Lavorò inoltre a lungo come attrice teatrale.
Leanza Carnett sposò il giornalista Mark Steines, dal quale ebbe due figli. La coppia divorziò dopo 17 anni di matrimonio.